# L.A. Friday (Live 1975)
《L.A. Friday (Live 1975)》는 2012년 4월 2일에 발매된 영국의 록 밴드 롤링 스톤스의 라이브 음반이다. 이 음반은 로스앤젤레스 근처의 캘리포니아주 잉글우드에 있는 더 포럼에서 녹음되었다.

## 배경
이 음반은 2012년 4월 2일, 구글 플레이 뮤직을 통해 독점적으로 디지털 다운로드로 발매되었다. 이 콘서트는 1975년 7월 13일, 일요일에 열렸지만, 해적판들은 금요일 쇼 리뷰의 롤링 스톤 제목을 바이닐 해적판 발매에 사용했다.
1975년 7월 11일, 금요일 포럼 콘서트 DVD가 2014년 11월 19일에 《From the Vault: L.A Forum (Live in 1975)》라는 제목으로 발매되었다. 공식 발매된 이 DVD에는 1975년 7월 12일, 토요일 쇼의 DVD 녹음이라고 잘못 적혀 있다.
밴드 소개의 배치를 제외하고는 두 쇼 모두 세트 리스트가 동일했다.

## 곡 목록
모든 곡들은 특별한 언급이 없는 한 믹 재거와 키스 리처즈에 의해 작사/작곡하였다.
| #   | 제목                                           | 작사·작곡                                      | 재생 시간 |
| --- | ---------------------------------------------- | ---------------------------------------------- | --------- |
| 1.  | 〈Honky Tonk Women〉                           |                                                | 5:29      |
| 2.  | 〈All Down the Line〉                          |                                                | 4:05      |
| 3.  | 〈If You Can't Rock Me / Get Off of My Cloud〉 |                                                | 7:26      |
| 4.  | 〈Star Star〉                                  |                                                | 4:45      |
| 5.  | 〈Gimme Shelter〉                              |                                                | 6:12      |
| 6.  | 〈Ain't Too Proud to Beg〉                     | 노먼 휘트필드, 에디 홀랜드                     | 4:25      |
| 7.  | 〈You Gotta Move〉                             | 미시시피 프레드 맥도웰, 레버런드 게리 데이비스 | 4:32      |
| 8.  | 〈You Can't Always Get What You Want〉         |                                                | 15:23     |
| 9.  | 〈Happy〉                                      |                                                | 3:59      |
| 10. | 〈Tumbling Dice〉                              |                                                | 5:23      |
| 11. | 〈Band Intros〉                                |                                                | 1:20      |
| 12. | 〈It's Only Rock 'n Roll (But I Like It)〉     |                                                | 6:04      |
| 13. | 〈Doo Doo Doo Doo Doo (Heartbreaker)〉         |                                                | 5:02      |
| 14. | 〈Fingerprint File〉                           |                                                | 9:23      |
| 15. | 〈Angie〉                                      |                                                | 5:18      |
| 16. | 〈Wild Horses〉                                |                                                | 7:25      |
| 17. | 〈That's Life (with 빌리 프레스턴)〉           | 빌리 프레스턴                                  | 3:17      |
| 18. | 〈Outa-Space (with 빌리 프레스턴)〉            | 프레스턴, 조 그린                              | 4:04      |
| 19. | 〈Brown Sugar〉                                |                                                | 4:15      |
| 20. | 〈Midnight Rambler〉                           |                                                | 15:15     |
| 21. | 〈Rip This Joint〉                             |                                                | 2:06      |
| 22. | 〈Street Fighting Man〉                        |                                                | 4:05      |
| 23. | 〈Jumpin' Jack Flash〉                         |                                                | 6:57      |
| 24. | 〈Sympathy for the Devil〉                     |                                                | 10:21     |